# Moment to Moment
Moment to Moment is een Amerikaanse dramafilm uit 1965 onder regie van Mervyn LeRoy.

## Verhaal
Kay Stanton is een eenzame huisvrouw. Haar man is almaar weg om te spreken op bijeenkomsten van psychiaters. Op vakantie in Frankrijk wordt ze verliefd op een marineofficier. Ze vermoordt hem per ongeluk en ze roept de hulp in van haar buurman om het lijk te verplaatsen. Wanneer de politie vervolgens ter plekke komt, blijkt dat het lijk verdwenen is.

## Rolverdeling
| Acteur           | Personage          |
| ---------------- | ------------------ |
| Jean Seberg      | Kay Stanton        |
| Honor Blackman   | Daphne Fields      |
| Sean Garrison    | Mark Dominic       |
| Arthur Hill      | Neil Stanton       |
| Grégoire Aslan   | Inspecteur DeFargo |
| Peter Robbins    | Timmy Stanton      |
| Donald Woods     | Singer             |
| Walter Reed      | Hendricks          |
| Albert Carrier   | Reisagent          |
| Lomax Study      | Albie              |
| Richard Angarola | Givet              |
| Georgette Anys   | Louise             |